# Luigi Viva
Luigi Viva (Roma, 9 aprile 1955) è uno scrittore italiano.

## Biografia
Luigi Viva nasce a Roma il 9 aprile 1955. Da sempre appassionato di musica, ha iniziato la sua esperienza giornalistica nel 1974 fondando una delle prime radio private e collaborando con diverse riviste e quotidiani come Paese Sera, Ciao 2001, Il Tempo, Il Sussidiario.net, Jazz Magazine e Jam, Classic Rock, Classic Jazz.
Esordisce come scrittore nel 1989 con il libro Pat Metheny - La biografia, lo stile, gli strumenti.
Successivamente il volume viene anche tradotto in Francia dalla casa editrice Filipacchi per la collana di Jazz Magazine.
Il libro è sostanzialmente diviso in tre parti e traccia un accurato profilo del chitarrista del Missouri. La prima parte è meramente biografica e prende le mosse dalle radici della famiglia Metheny, trapiantata negli Stati Uniti d'America nell'Ottocento. La seconda parte contiene numerosissime e inedite dichiarazioni del protagonista, della sua famiglia e di molti grandi musicisti che lo hanno frequentato. Infine, nella terza ed ultima parte, squisitamente tecnica, vengono presentate la strumentazione di Metheny, quella del pianista Lyle Mays, nonché del resto del gruppo e delle chitarre costruite per lui dalla liutaia canadese Linda Manzer.
Nel 2000 è la volta del libro Non per un dio ma nemmeno per gioco. Vita di Fabrizio De André, con il quale raggiunge il terzo posto dei tascabili più venduti in Italia arrivando, a dicembre 2018, alla ventitreesima edizione. Il testo raccoglie numerose testimonianze di amici e collaboratori del musicista genovese e si presenta con un'impostazione insolita in quanto l'autore, accanto alla narrazione dei momenti chiave dell'artista, affianca i ricordi personali di De André, raccolti nel corso di anni di frequentazione. La realizzazione del libro venne infatti condivisa dallo stesso De André, che collaborò con indicazioni, correzioni e dichiarazioni. Non per un dio ma nemmeno per gioco viene considerato il testo di riferimento per quanti vogliano conoscere ed approfondire il percorso umano ed artistico del grande cantautore
Nel 2003 Viva propone la nuova edizione del libro dedicato a Pat Metheny, questa volta interamente rinnovato nella grafica ed aggiornato nei minimi particolari.
L'amore per la musica e per la persona di De André, mai sopito negli anni, lo spinge a scrivere, insieme a Pino Petruzzelli, lo spettacolo teatrale Il viaggio di Fabrizio De André, messo in scena per il Teatro Stabile di Genova nella stagione 2004/2005 in occasione di Genova 2004 Capitale Europea della Cultura.
A Luigi Viva, socio fondatore della Fondazione Fabrizio De André, si deve anche l'ideazione e la direzione del Progetto Conservatori, che prevede la realizzazione delle partiture integrali di tutta l'opera di Fabrizio De André. Il progetto è stato realizzato dal Conservatorio Niccolò Paganini di Genova, il Luigi Cherubini di Firenze, l'Arrigo Boito di Parma, il Lucio Campiani di Mantova, il Giovan Battista Martini di Bologna e il F.E. Dall'Abaco di Verona.Viva fa inoltre parte del comitato scientifico del Centro Studi Fabrizio De André  presso il Dipartimento di Scienze Storiche e dei Beni Culturali dell'Università di Siena. Il 27 novembre 2013 esce per Stampa Alternativa la nuova edizione di Pat Metheny - Una chitarra oltre il cielo. Il libro, aggiornato a novembre 2013, è stato sottoposto ad una attenta revisione ed arricchito da ulteriori contenuti (discografia completa e partecipazioni, note di stile curate da Luigi Masciari, le chitarre di Pat Metheny, il capitolo dedicato a Lyle Mays e a Linda Manzer, i Premi). Il testo ripercorre la lunga storia artistica di Pat Metheny passando in rassegna l'intera produzione e i concerti, con i commenti del protagonista e dei tanti musicisti che hanno suonato con lui, svelando al lettore retroscena e storie come quella di Giulio Carmassi, italiano, entrato a far parte del Pat Metheny Unity Group. .Nel mese di marzo il libro arriva secondo nel referendum dei lettori della rivista Jazz.It nella categoria miglior libro jazz (primo fra gli italiani).
Il 7 luglio 2018 a Bolzano al Sudtirol Jazz Festival ha presentato il suo concerto racconto VIVA/DE ANDRE' con testimonianze audio inedite accompagnato dal Modern Jazz Group: Luigi Masciari chitarra e arrangiamenti, Michele Giro piano, Marco Stagni basso, Roman Hinteregger batteria, Fiorenzo Zeni sax. Il 29 novembre 2018 esce per Feltrinelli FALEGNAME DI PAROLE, LE CANZONI LA MUSICA DI FABRIZIO DE ANDRÉ con il quale si completa lo studio concordato con il cantautore che comprendeva la biografia e, appunto, l'analisi dello stile contenuta in questa pubblicazione in edizione strenna, ricca di documenti inediti e materiale iconografico.
Il 1 gennaio 2019 VIVA/DE ANDRÉ va in scena a Umbria Jazz Winter #26 con due sold out al Teatro Mancinelli di Orvieto ai quali farà seguito quello dell’11 a Milano in Fondazione Feltrinelli dove si aggiungerà al quintetto anche Mark Harris (pianista e direttore musicale di De André).
La band è attualmente composta da alcuni dei nostri migliori jazzisti: Francesco Bearzatti al sax tenore e clarinetto, Francesco Poeti, basso, Pietro Iodice, batteria, Alessandro Gwis pianoforte ed electronics e Luigi Masciari (chitarra, arrangiamenti e direzione musicale) Il 9 ottobre 2020 il concerto racconto  VIVA#DE ANDRE' viene rappresentato con grande successo al Pala Cinema di Locarno (Svizzera) alla presenza di Dori Ghezzi su invito di ASCONA Jazz.
Il 25 novembre 2021, viene pubblicato per Arcana Edizioni PAT METHENY, LYLE MAYS E LA STORIA DEL PAT METHENY GROUP. Il libro, oltre a raccontare le vicende musicali del Pat Metheny Group, focalizza l'immagine di Lyle Mays che della leggendaria band, oltre ad esserne il co fondatore ne è stato direttore musicale, arrangiatore e coautore della gran parte delle composizioni. Numerose foto e materiale raro ed inedito arricchiscono la narrazione.
Il 18 novembre 2022 esce a nome suo e di Luigi Masciari il cd VIVA DE ANDRE’, registrato in studio, e contenente le musiche dello spettacolo. Fra gli ospiti Giulio Carmassi (Pat Metheny Unity Group) e Michael League leader degli Snarky Puppy. L’album è stato presentato il 20 novembre al Blue Note di Milano (sold out) e il 28 novembre all’Auditorium Parco della Musica a Roma (sold out). Nel concerto di Roma si è aggiunto alla band come special guest David Blamires, per ben cinque anni componente del Pat Metheny Group. 

## Opere
- 1989 - Pat Metheny - La biografia, lo stile, gli strumenti (Franco Muzzio & C. Editore)
- 1990 - Pat Metheny - edizione francese -Jazz Magazine Collection (Filipacchi)
- 2000 - Non per un dio ma nemmeno per gioco - Vita di Fabrizio De André (UE Feltrinelli) ISBN 978-88-07-88766-6[14]
- 2003 - Pat Metheny - Una chitarra oltre il cielo (Editori Riuniti)[15]
- 2013 - Pat Metheny - Una chitarra oltre il cielo (Stampa Alternativa/Nuovi Equilibri)  ISBN 978-88-6222-351-5[16][17]
- 2018- Falegname di Parole, Le Canzoni La musica di Fabrizio De André (Feltrinelli) ISBN 978-88-07-49242-6
- 2021- Pat Metheny, Lyle Mays e la Storia del Pat Metheny Group (Arcana Edizioni) ISBN 8892770691
- 2022- Viva De André- Luigi Viva, Luigi Masciari- cd audio (Jando Music/ Via Veneto Jazz)